# Округ Труп (Џорџија)
Округ Труп (енгл. Troup County) је округ у америчкој савезној држави Џорџија.

## Демографија
По попису из 2010. године број становника је 67.044, што је 8.265 (14,1%) становника више него 2000. године.
| Група             | 2000.          | 2010.          |
| Белци             | 38.261 (65,1%) | 40.408 (60,3%) |
| Афроамериканци    | 18.734 (31,9%) | 22.394 (33,4%) |
| Азијати           | 342 (0,6%)     | 1.060 (1,6%)   |
| Хиспаноамериканци | 1.004 (1,7%)   | 2.170 (3,2%)   |
| Укупно            | 58.779         | 67.044         |